# Diana Ossana
Diana Lynn Ossana (* August 1949 in St. Louis, Missouri) ist eine US-amerikanische Drehbuchautorin und Filmproduzentin.

## Leben
Diana Lynn Ossana wurde als Tochter eines italienischen Immigranten, welcher 1937 in die USA kam, in St. Louis geboren. Von 1970 bis 1974 studierte sie an der Eastern New Mexico University, wo sie ihren Bachelor in Englisch und Politikwissenschaften erhielt. Anschließend zog sie nach Tucson, Arizona, wo sie seit 1977 lebt, und gründete eine Anwaltsfirma. 1992 lernte sie den Schriftsteller Larry McMurtry kennen, mit dem sie seitdem als Schreibpartner mehrere Drehbücher schrieb und produzierte.
Am 13. Oktober 1997 erschien im New Yorker eine Kurzgeschichte von Annie Proulx mit dem Titel Brokeback Mountain. Ossana wurde darauf aufmerksam, bat McMurtry darum, sich diese Geschichte ebenfalls durchzulesen und kontaktiere Proulx, um sich eine Option für das Schreiben eines Drehbuchs zu sichern. Obwohl Proulx keinerlei Potential in der Geschichte für einen Film sah, sagte sie zu. Bereits 1998 war das Drehbuch fertig. Und nachdem Brokeback Mountain 2005 erschienen war, wurde er national wie international nicht nur mit Kritikerlob, sondern auch mit etlichen Filmpreisen ausgezeichnet. So erhielt Ossana 2006 eine Oscarnominierung für den Besten Film und eine Auszeichnung für das Beste adaptierte Drehbuch. Bereits zuvor wurde sie bei den Golden Globe Awards mit einer Auszeichnung für das Beste Filmdrehbuch bedacht.

## Filmografie (Auswahl)
- 1996: Dead Man’s Walk – Der tödliche Weg nach Westen (Dead Man's Walk)
- 2002: Johnson County War
- 2005: Brokeback Mountain (mit Larry McMurtry)
- 2020: Good Joe Bell

## Auszeichnungen (Auswahl)
Oscar
- 2006: Auszeichnung für das Beste adaptierte Drehbuch mit Brokeback Mountain
- 2006: Nominierung für den Besten Film mit Brokeback Mountain

Golden Globe Award
- 2006: Auszeichnung für das Beste Filmdrehbuch mit Brokeback Mountain

British Academy Film Award
- 2006: Auszeichnung für den Besten Film mit Brokeback Mountain
- 2006: Auszeichnung für das Beste adaptierte Drehbuch mit Brokeback Mountain

Online Film Critics Society Awards
- 2005: Auszeichnung für das Beste adaptierte Drehbuch mit Brokeback Mountain

Independent Spirit Award
- 2006: Auszeichnung für den Besten Film mit Brokeback Mountain